# Milešov (Velemín)

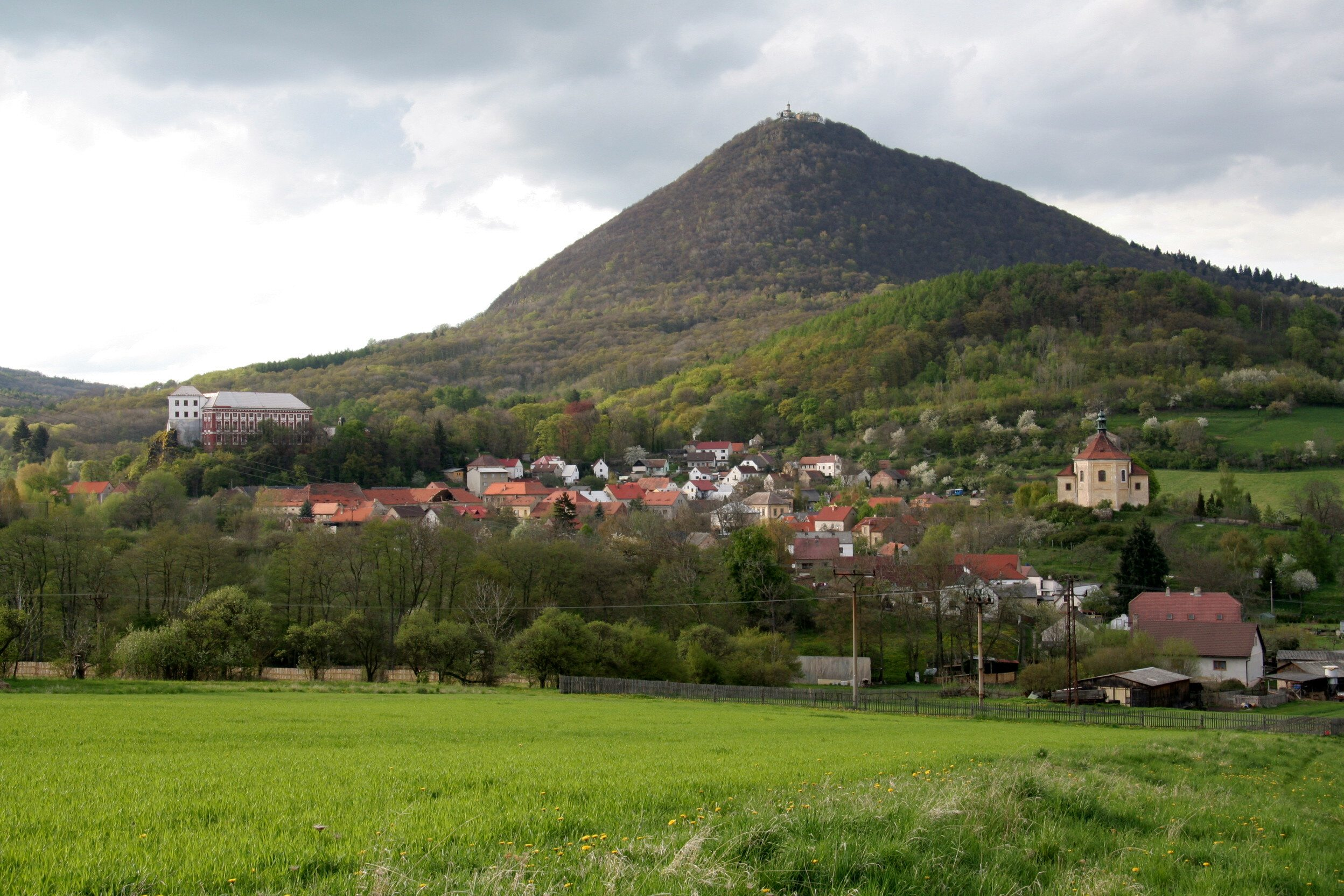
Ansicht von Milešov mit dem Hausberg Milešovka

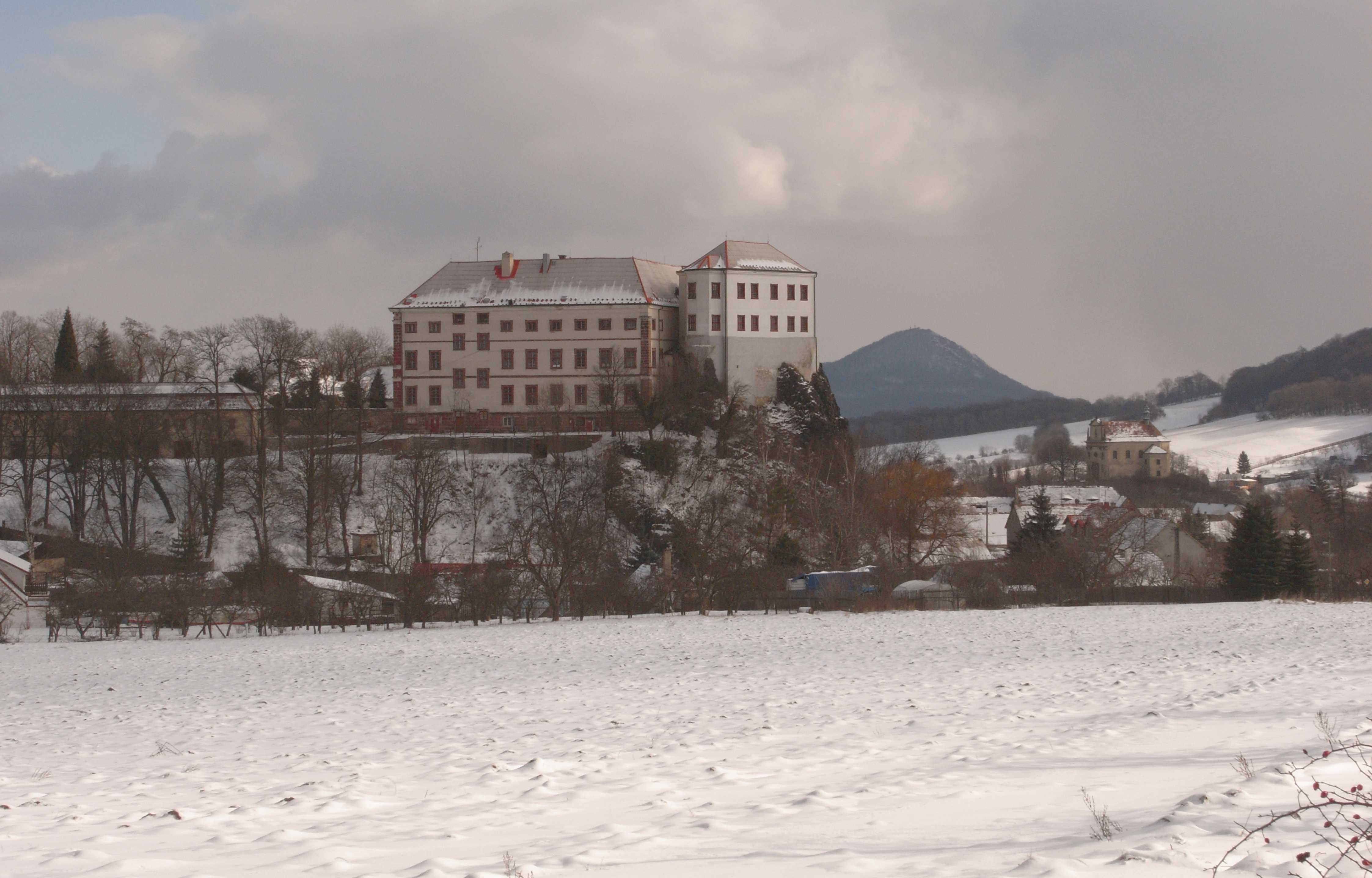
Schloss Milešov mit dem Berg Lovoš im Hintergrund

Milešov (deutsch Milleschau) ist ein Ortsteil der Gemeinde Velemín in Tschechien. Das Dorf liegt elf Kilometer nordwestlich von Lovosice und gehört zum Okres Litoměřice.

## Geographie
Milešov befindet sich am südlichen Fuße der Milešovka (836 m) im Böhmischen Mittelgebirge. Das Dorf wird vom Milešovský potok durchflossen. Südöstlich erhebt sich der Ostrý (Scharfenstein).
Nachbarorte sind Černčice und Bílka im Norden, Zbožná und Bílý Újezd im Nordosten, Mlýnce und Velemín im Osten, Březno im Südosten, Kocourov und Medvědice im Süden, Páleč und Lukov im Südwesten sowie Kostomlaty pod Milešovkou im Nordwesten.

## Geschichte
Im 14. Jahrhundert war eine Burg im Ort erwähnt. Im 16. Jahrhundert errichtete die Adelsfamilie Kaplíř ze Sulevic auf dem höchsten Felsen ein kleineres Renaissanceschloss mit Türmen. Heute ist dieses blockartige Gebäude mit polygonaler Bastion auf der Nordseite des Schlosses. In den Jahren 1662–1667 ließ Kaspar Kaplíř ein neues dreiflügeliges Schloss nach Entwürfen von Antonio della Porta bauen. Der barocke Gartenpavillon entstand 1707. 
Im Zuge der Auflösung Österreich-Ungarns kam der Ort zur neu gegründeten Tschechoslowakischen Republik. Als Folge des Münchner Abkommens gelang der Ort in die Herrschaft des NS-Staats. Mit Kriegsende kam Milešov wieder zur Tschechoslowakei.
Zu Ende des Zweiten Weltkriegs wurde der Schlossherr Graf Eugen Ledebur verhaftet und verstarb an den Folgen von Misshandlungen in Theresienstadt. Die deutschsprachige Bevölkerung der damaligen Marktgemeinde Milleschau wurde nach dem Zweiten Weltkrieg vertrieben und ausgewiesen.
1991 hatte der Ort 311 Einwohner. Im Jahre 2001 bestand das Dorf aus 109 Wohnhäusern, in denen 366 Menschen lebten.
Das Schloss wird heute als Seniorenheim genützt.